# Samir Kassir
Samir Kassir (Arabisch: سـمـيـر قـصـيـر) (Beiroet, 5 mei 1960 – aldaar, 2 juni 2005) was een Libanese leraar en journalist. 
Kassir was de zoon van een Palestijnse vader en een Syrische moeder.
Hij gaf les aan de Universiteit Parijs 1 Panthéon-Sorbonne. Hij was een voorvechter van democratie in Libanon en een bekende criticus van Syrische bemoeienissen met zijn vaderland. 
Kassir werd vermoord door onbekende personen die een autobom in Beiroet op 2 juni 2005 af lieten gaan. Er wordt in Libanon wijd gespeculeerd dat Syrische veiligheidsdiensten wellicht betrokken zijn in zijn dood, maar Syrië ontkent elke betrokkenheid.
Hij is de tweede Libanese beroemdheid in 2005 met een sterke anti-Syrische opinie die is gedood bij een doelgerichte aanslag. Ook Rafiq Hariri en George Hawi kwamen om het leven bij soortgelijke aanslagen.